# 圣艾蒂安德丰贝隆
圣艾蒂安德丰贝隆（法語：Saint-Étienne-de-Fontbellon，法語發音：[sɛ̃.t‿etjɛn də fɔ̃bɛlɔ̃]）是法国阿尔代什省的一个市镇，属于拉让蒂耶尔区。

## 地理
圣艾蒂安德丰贝隆（44°36'3"N, 4°23'11"E）面积9.51 平方千米，位于法国奥弗涅-罗讷-阿尔卑斯大区阿尔代什省，该省份为法国东南部内陆省份，北起顺时针与卢瓦尔省、伊泽尔省、德龙省、沃克吕兹省、加尔省、洛泽尔省和上盧瓦爾省接壤。
与圣艾蒂安德丰贝隆接壤的市镇（或旧市镇、城区）包括：阿永、欧布纳、梅尔屈埃、圣塞尔南、沃居埃。

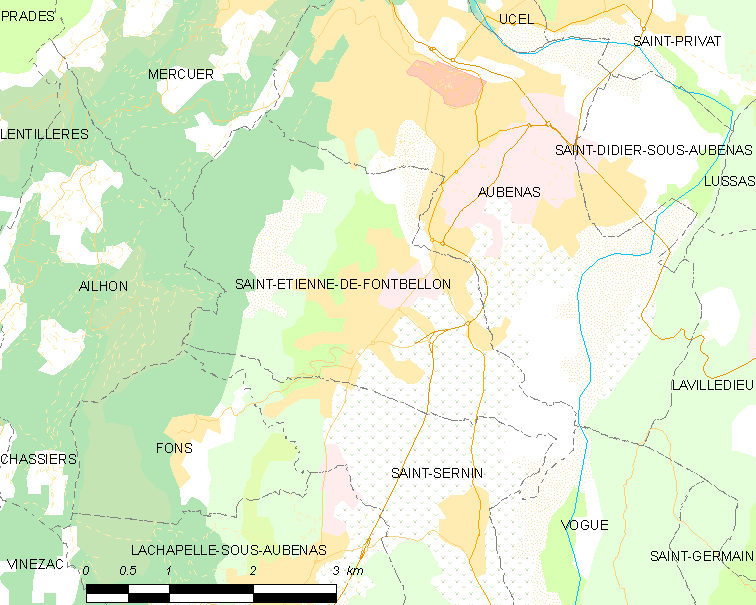
圣艾蒂安德丰贝隆的OSM定位图

圣艾蒂安德丰贝隆的时区为UTC+01:00、UTC+02:00（夏令时）。

## 行政
圣艾蒂安德丰贝隆的邮政编码为07200，INSEE市镇编码为07231。

## 政治
圣艾蒂安德丰贝隆所属的省级选区为欧布纳第二县。

## 人口

1962-2008年间圣艾蒂安德丰贝隆人口变化图示

圣艾蒂安德丰贝隆于2022年1月1日时的人口数量为2894人。